# Нова година у Јапану
Нова година у Јапану (正月 Shōgatsu) je празник који се прославља сваке године уз пратњу великог броја обичаја, који су устаљени међу јапанским народом. Почевши од 1873. Нова година се слави сваког 1. јануара по грегоријанском календару, а овај дан познат је као Новогодишњи дан (元日 Ganjitsu). Међутим, неки од обичаја јапанске Нове годинe прослављају се одвојено од првог дана у години по календару Тенпо eре, последњем званичном лунисоларном календару који се у Јапану користио до 1872. године.

## Историја
Пре периода Meиђи, датум јапанске Нове године био је одређен на основу јапанске верзије лунисоларног календара (посљедња верзија био је лунисоларни календар Тенпо ере), а пре њега на основу Јокјо календара, који је био кинеска верзија. Међутим, 1873. пет година након Меиђи рестаурације, Јапан је усвојио грегоријански календар и 1. јануар је тада званично постао први дан Нове године.

## Традиционална храна
Током новогодишње прославе Јапанци једу бројна укусна јела која се свеобухватно називају осећи-рјори (御 節 料理 или お 節 料理), или скраћено осећи. Многа од ових јела су слатка, кисела или сушена, па се могу чувати и ван хладњака - кулинарска традиција датира још из времена пре него што су домаћинства имала фрижидере и када је већина продавница била затварана за празнике. Осећи има много варијација, а нека храна која се једе у једној регији не једе се на другим местима (или се сматра недовољном или је чак забрањена) на дан Нове године.
Још једно популарно јело је озони (お 雑 煮), супа са моћи колачем од пиринча и другим састојцима који се разликују у различитим деловима Јапана. Данас се често једу сашими и суши, као и не-јапанска храна. Да би се преоптерећени желудац одморио и опоравио, седмог јануара припрема се супа од пиринча и седам биљака (七 草 粥 нанакуса-гају). Овај дан познат је као ђинђицу (人日).

## Моћи
Други обичај је прављење колача од пиринча (餅 моћи). Овај процес подразумева да једна особа влажи водом кувану лепљиву рижу (米 米 моћигоме) која се налази у дрвеној посуди усу (臼) док друга особа удара смесу великим дрвеним маљем и формира лепљиво бело тесто. Моћи се прави пре Нове године и једе се почетком јануара.
Користи се и као новогодишња декорација која се зове кагами моћи (鏡 餅), и формирана је од две округле торте од моћија са мандарином (橙 даидаи) постављеном на врху. Назив даидаи носи позитивну конотацију и значи "неколико генерација".

## Звона
У поноћ, 31. децембра, будистички храмови широм Јапана ударају у звона укупно 108 пута (鐘 の の 鐘 ђојанокане) да би симболизовали 108 људских грехова према будистичком веровању, и да би се решили 108 световних жеља у погледу смисла и осећања код сваког Јапанца. Главна атракција је звоно које носи назив The Watch-Night bell, у Токију. Јапанци верују да звона могу да очисте њихове грехове настале током претходне године. Звоно се оглашава 107 пута 31. децембра и једном у поноћ, а такође се у новогодишњој ноћи често једе јело са резанцима од хељде, тошикоши соба.
Крај децембра и почетак јануара су најзахтевнији периоди за јапанске поште. Јапанци имају обичај слања новогодишњих честитки (年 状 状 ненгађо) својим пријатељима и рођацима, слично западњачком обичају слања божићних честитки. Њихова првобитна намена била је да својим удаљеним пријатељима и рођацима пренесу прочишћење себе и своје најближе породице. Другим речима, овај обичај служио је како би људи пренели другима, с којима се нису често састајали, да су живи и здрави.
Јапанци шаљу ове разгледнице, тако да стижу 1. јануара. Пошта гарантује да ће честитке испоручити 1. јануара уколико буду послате у року, од средине децембра до краја месеца и ако су обележене речју ненгађо. Да би те картице доставила на време, пошта обично ангажује студенте са скраћеним радним временом како би им помогли да доставе писма.
Уобичајено је да се ове разгледнице не шаљу када је неко умро у породици током године. У овом случају, члан породице шаље једноставну разгледницу звану моћу хагаки (書 中葉 書, разгледнице оплакивања) како би обавестио пријатеље и рођаке да не би требало да шаљу новогодишње честитке, из поштовања према покојнику.
Људи добијају своје ненгађо из многих извора. Књижаре продају унапред исписане картице. Већина њих има кинески зодијачки знак Нове године као свој дизајн, или уобичајене поздраве, или обоје. Кинески зодијак има циклус од 12 година. Свака година представља животињу. Животиње су редом: пацов, бик, тигар, зец, змај, змија, коњ, коза, мајмун, петао, пас и свиња. Година 2008. је била година пацова, 2009. бика, 2010. тигра, 2011. зеца, 2012. змаја и 2013. змије. Година 2020. ће опет бити година пацова.
Адресирање се углавном врши ручно и представља прилику да неко демонстрира свој рукопис. Разгледнице могу садржати и личну поруку. Доступне су и празне картице, тако да људи могу самостално писати или цртати. Гумене маркице са конвенционалним порукама и зодијачким знацима могу се наћи у продаји у робним кућама и осталим продајним местима, а многи купују и четкице за мастило за личне поздраве. Посебни штампарски уређаји су популарни, посебно међу људима који се баве занатима. Софтвер такође омогућава уметницима да стварају сопствене дизајне и штампају их користећи штампач у боји свог рачунара. Штампарије нуде широк избор узорака разгледница с кратким порукама тако да пошиљалац може писати само адресе. Чак и са порастом популарности е-поште, ненгађо је и даље јако популаран у Јапану. Млађе генерације ретко шаљу било какве картице већ радије размјењују поздраве користећи своје мобилне телефоне. Последњих година ова преференција слања дигиталних поздрава постаје све више прихваћена у друштву.
Уобичајени поздрави укључују:
- 今年もよろしくお願いします(kotoshi mo yoroshiku o-negai-shimasu) - Желим Вам све најбоље и у наредној години.
- (新年)あけましておめでとうございます((shinnen) akemashite     o-medetō-gozaimasu) - Желим Вам срећу у новогодишњој зори.
- 謹賀新年(kinga shinnen) - Срећна Нова година.
- 賀 正(gashō ) - прослава јануара
- 初春 (shoshun/hatsuharu) - „рано пролеће“, у традиционалном лунарном календару година почиње у рано пролеће.
- 迎春 (geishun) - дочек пролећа

## Отошидама
На дан Нове године, Јапанци практикују обичај познат као отошидама који подразумева да одрасли рођаци дају новац деци. Новац се даје у малим украшеним омотницама званим поћибукуро, слично као Шуги-букуро или кинески хонгбао.
У Едо периоду, велике продавнице и богате породице давале би малу врећу моћија и наранџи како би шириле срећу. Количина новца која се даје зависи од старости детета, али обично је иста ако има више од једног детета, тако да се нико не осећа ускраћеним. Није неуобичајено да се дају износи већи од 5.000 јена.

## Поезија
Део новогодишње традиције је такође и јапанска поезија, укључујући хаику (песме са 17 слогова) и ренга (повезана поезија) песме. Постоје и хаику песме који прослављају многе „прве“ дане Нове године, попут „првог сунца“ (хацухи) или „првог изласка сунца“, „првог смеха“ (вараизоме - започињање Нове године са осмехом сматра се добрим знаком), и први сан (хацујуме). С обзиром да је традиционална Нова година прослављана касније од данашње, многе од песама помињу почетак пролећа.
Хаику може да се односи и на „прво писмо“ (хацудајори - прва размена писама), „прву калиграфију“ (какизоме) и „прву четкицу“ (фуде хађиме).

## Игре
Такође, уобичајено је играње многих новогодишњих игара. Ту спадају ханецуки, такоаге (пуштање змајева), кома, сугороку, фукувараи (особа са повезом преко очију ставља делове лица од папира, као што су очи, обрве, нос и уста, на папирно лице) и карута (јапанске карте).

## Забава
На ТВ-у емитују се бројне емисије крајем старе и почетком нове године како би се забавили гледаоци, а неке су и посебно издање редовних емисија. Деценијама је било уобичајено да се гледа ТВ емисија Кохаку Ута Гасен која се емитовала на јапанској националној телевизији у новогодишњој ноћи. У емисији учествују две екипе, црвена и бела, састављене од популарних музичких уметника, који се такмиче једни против других.

## Спорт
Финале Купа цара, турнира фудбалског националног удружења у Јапану, одржава се на дан Нове године, углавном на Олимпијском стадиону у Токију, мада се може изместити ако се стадион реновира. Финале се одржава на дан Нове године почевши од 1969. и обично се емитује на националној јапанској телевизији (НХК).

## Бетовенова Девета симфонија
Бетовенова Девета симфонија, са пратећим хором, традиционално се изводи у Јапану током празничних дана. У децембру 2009, на пример, у Јапану је било 55 извођења симфоније разних оркестара и хорова.
Девету симфонију су у Јапан донели немачки ратни заробљеници у Јапану током Првог светског рата. Јапански оркестри, посебно симфонијски оркестар јапанске националне телевизије (НХК),  почели су да изводе симфонију од 1925. године. Током Другог светског рата, царска влада је промовисала извођење симфоније, укључујући и извођење у новогодишњој ноћи, како би се подстакла оданост јапанском национализму. Након рата, оркестри и хорови, током економске кризе и обнове Јапана, промовисали су извођење дела пред Нову годину због популарности музике у народу. Шездесетих година 20. века, извођење симфоније је постало распрострањеније. У извођењу су учествовали локални хорови и оркестри, и тако је успостављена традиција која траје и данас.

## Мала Нова година
У Јапану постоји и фестивал мале Нове године (小 正月 кошогацу), који се традиционално слави на дан првог пуног месеца Нове године односно 15. дана првог лунарног месеца (отприлике средином фебруара). Понекад се слави и 15. јануара.
Главни догађаји током мале Нове године јесу обреди и молитве за богату жетву; пиринчана каша са азуки пасуљем (小 豆粥 азукигају) традиционално се једе ујутро, а затим се из исте те каше прориче будућност. Око овог датума се скидају новогодишњи украси, а у неким храмовима се одржавају прославе, као у храму Торин-ин.
Овај празник је сличан кинеском Фестивалу фењера.